# Monte Pallano
Il Monte Pallano è una vetta dell'Abruzzo meridionale, situato in provincia di Chieti sulla destra del fiume Sangro, a circa 25 km dal mare Adriatico. Il sito è suddiviso tra i comuni di Bomba e Tornareccio. Raggiunge un'altezza di 1020 m s.l.m.

## Mura Megalitiche di Pallanum
È sede di un importante complesso archeologico italico-sannita risalente ai secoli IV-V a.C., un insediamento di medie dimensioni, identificato con l'antica città di Pallanum, di cui resta visibile in particolare la possente muraglia difensiva.